# Mirangaba
Mirangaba là một đô thị thuộc bang Bahia, Brasil. Đô thị này có diện tích 1952,295 km², dân số năm 2007 là 16799 người, mật độ 8,6 người/km².